# フラトリサイド

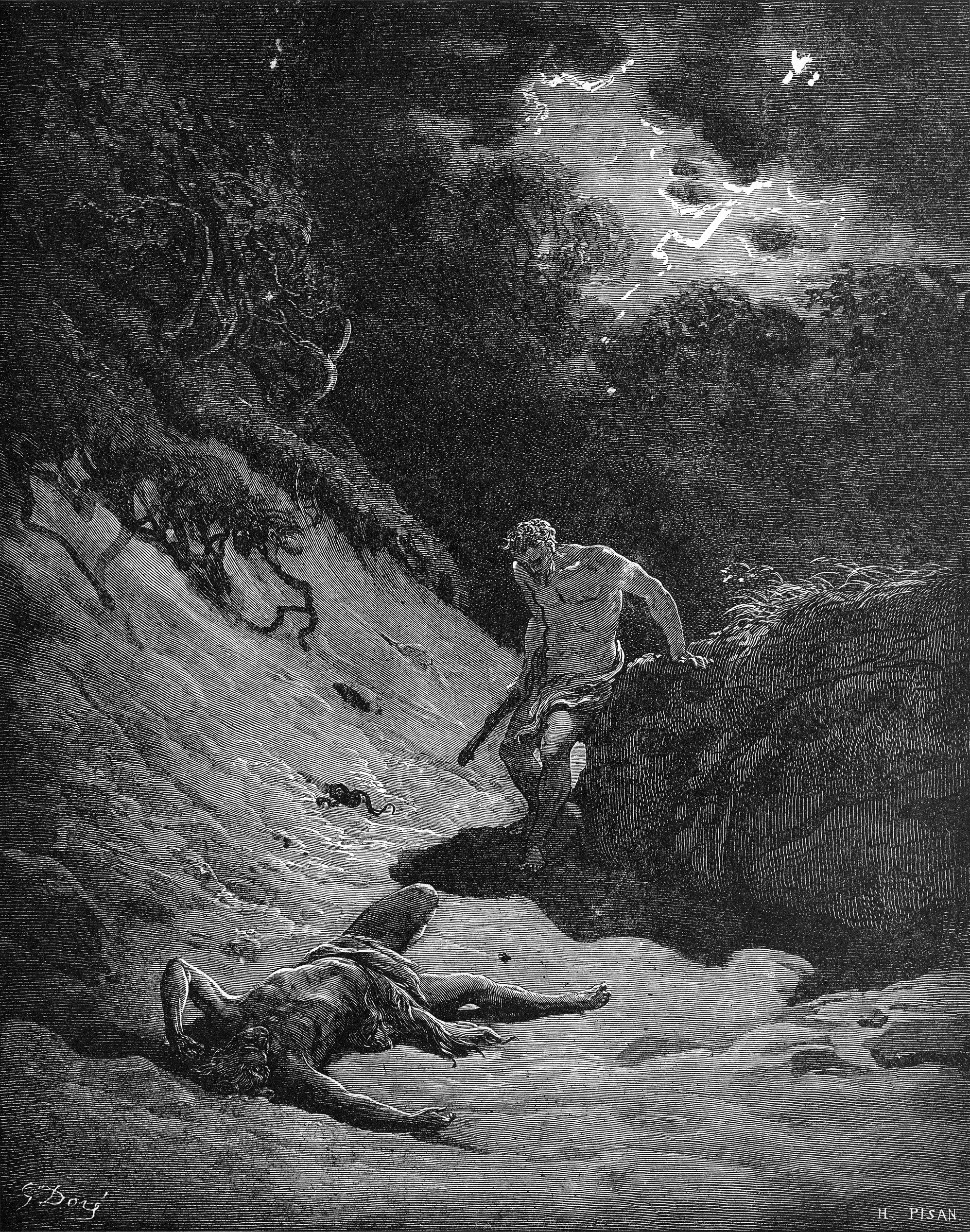
"アベルを殺すカイン", ギュスターヴ・ドレのフラトリサイドのイラスト (彼らが野原にいた時、カインと弟アベルは話をしていた。 カインは弟アベルの傍で立ち上がり、彼を殺した)。

フラトリサイド（英: fratricide、ラテン語のfrater "兄弟"、cida "殺人者"、またはcidum "殺害"、もしくはcaedere "殺す、切り倒す"に由来）は人の行為であり、直接に、または雇い人や従わせた者など第三者を利用して、最終的に兄弟を殺害すること。

## 宗教と神話
旧約聖書「創世記」には、カインとアベルに関連する記述があるが、このフラトリサイドは最初に犯された殺人のタイプだった。ローマ神話では、双子のロームルスとレムスが互いに神の賛美とローマを建設する計画について争い、ロームルスが彼の弟を殺害した後、ローマの最初の王となった。 